# Tjureda kyrka
 Tjureda kyrka är en kyrkobyggnad i Växjö stift. Den är församlingskyrka i Söraby församling.

## Kyrkobyggnaden
Under 1700-talets slut togs frågan om kyrkbygge upp i Tjureda församling. Den gamla stenkyrkan uppförd under 1100-talet var alltför liten och trång. Men det skulle dröja till 1860 innan arbetet med byggande av en ny kyrka påbörjades. Det innebar stora uppoffringar för församlingen. Minst 12000 dagsverken och lika många riksdaler i kontanta bidrag blev de sammanlagda insatserna för den nya helgedomen som invigdes den 28 september 1862 av biskop Henrik Gustaf Hultman.
Kyrkan är uppförd av sten i historiserande blandstil. Det rektangulära långhuset avslutas med en rak korvägg i öster och en bakomliggande sakristia.Tornet i väster med sina romanskt inspirerade ljudöppningar är försett med en brant huv med tornur och en mindre lanternin med en smal, spetsig spira krönt av en korsglob. Kyrkorummet är försett med ett tredingstak och präglas av ljus och rymd, inte minst genom att ljuset faller genom de höga, vackert spröjsade fönstren.

## Inventarier
- Dopfunt av sandsten från 1100-talets andra hälft. Försedd med fabeldjurreliefer. Ett verk av Njudungsgruppen.
- Altartavla överförd från gamla kyrkan med motiv: ” Jesus döps av Johannes döparen”. Den är målad 1818 av Nils Hagelberg. Tavlan är placerad i en stor nygotiskt  präglad altaruppställning. I de båda sidonischerna skulpturer. Överstycket kröns av fialer.
- Predikstol med ljudtak. Den sexsidiga korgen är prydd med förgyllda reliefer bestående av bl.a. himmelrikets nycklar, lagtavlor med kors, törnekrans.
- Golvur.
- Sluten bänkinredning från kyrkans byggnadstid.
- Orgelläktare med framskjutet mittparti.

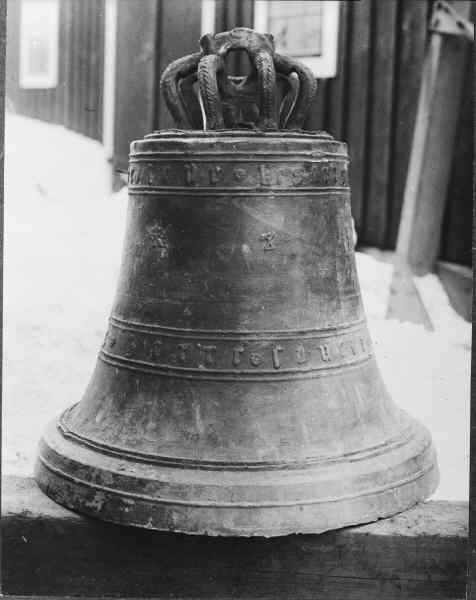
Medeltida klocka.

Kyrkan hade två medeltida klockor daterade till 1453 och tillskrivna Timglasmästaren. De har inskrifter till Gud, Maria och Sankt Dustanus. På 1920-talet upptäcktes en spricka i den mindre klockan som såldes till M & O Ohlssons klockgjuteri för att smältas ner. Så skedde inte utan klockan såldes 1929 vidare till Hallands museiförening.

## Orglar
- Kyrkans första orgel med fasad flyttades 1877 till kyrkan från Skeppsholmskyrkan. Den byggdes 1835 av Pehr Zacharias Strand, Stockholm och hade 6 1⁄2 stämmor.
- Orgelverket ersattes av ett nytt 1936 byggt av Olof Hammarberg på Hammarbergs Orgelbyggeri AB, Göteborg. Orgeln är pneumatisk med fria och fasta kombinationer.[4]

| Huvudverk I   | Svällverk II        | Pedal        | Koppel  |
| Rörflöjt 8´   | Borduna 8´          | Subbas 16´   | I/P     |
| Principal 4´  | Gemshorn 4´         | Principal 4´ | II/P    |
| Oktava 2´     | Valdflöjt 2´        |              | II/I    |
| Mixtur 3 chor | Sesquialtera 2 chor |              | I 4'/I  |
|               | Crescendosvällare   |              | II 4'/I |

- Ny orgel 1992 av Sune Fondell, Ålem. Samma fasad som tidigare. 1 manual och pedal.

## Bildgalleri

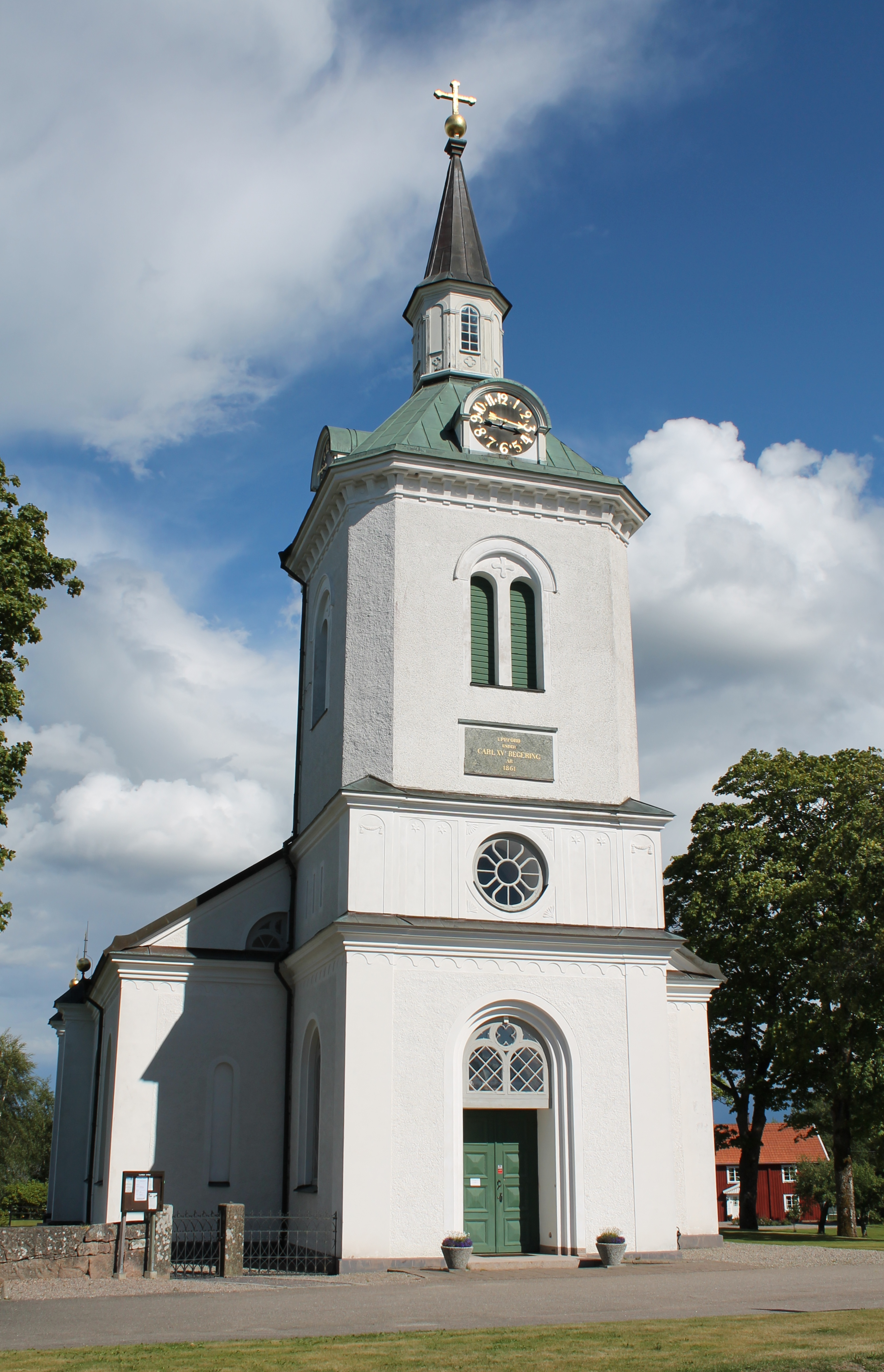
Kyrkan från väster.
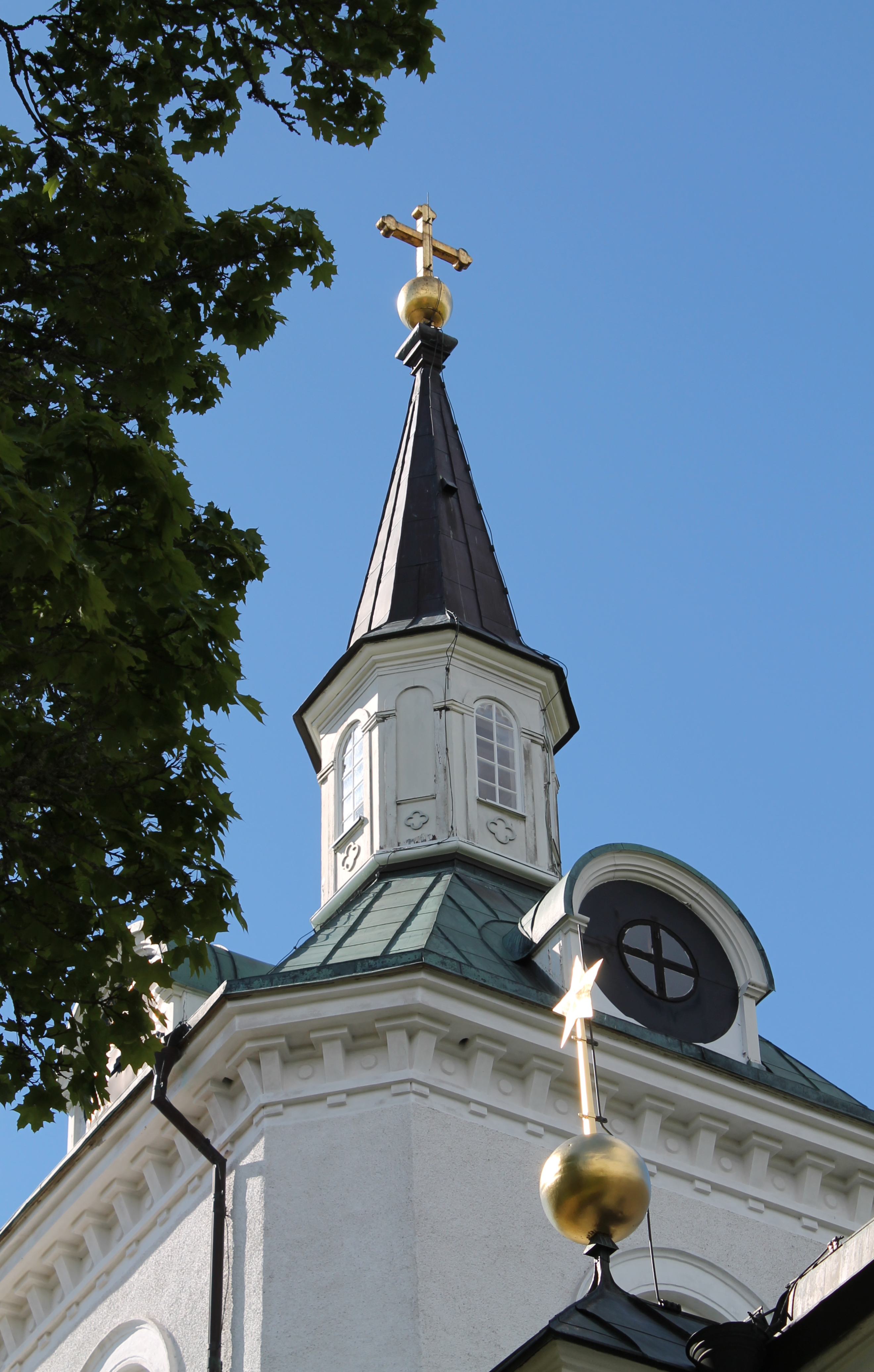
Tornspiran.
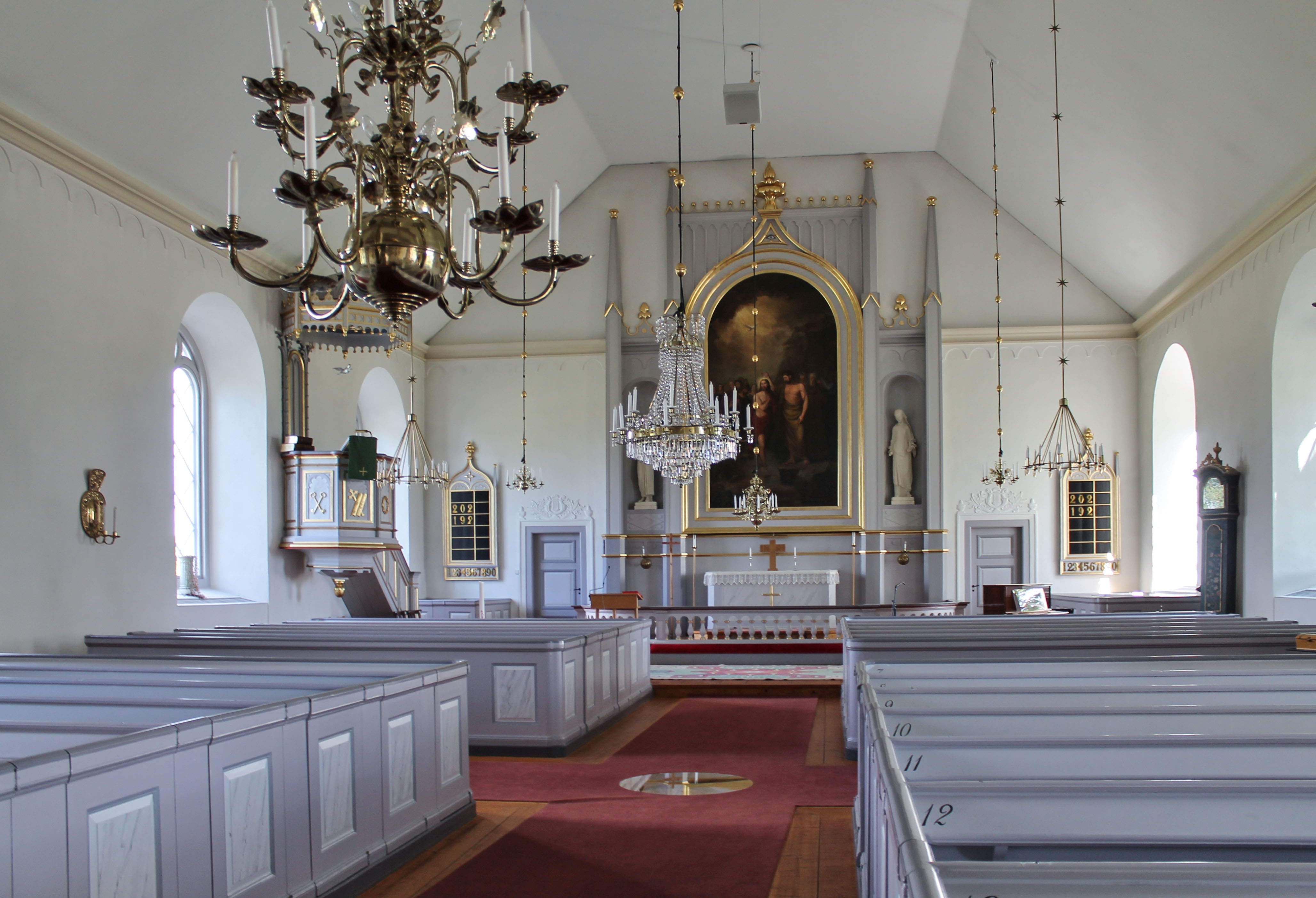
Interiör mot öster.
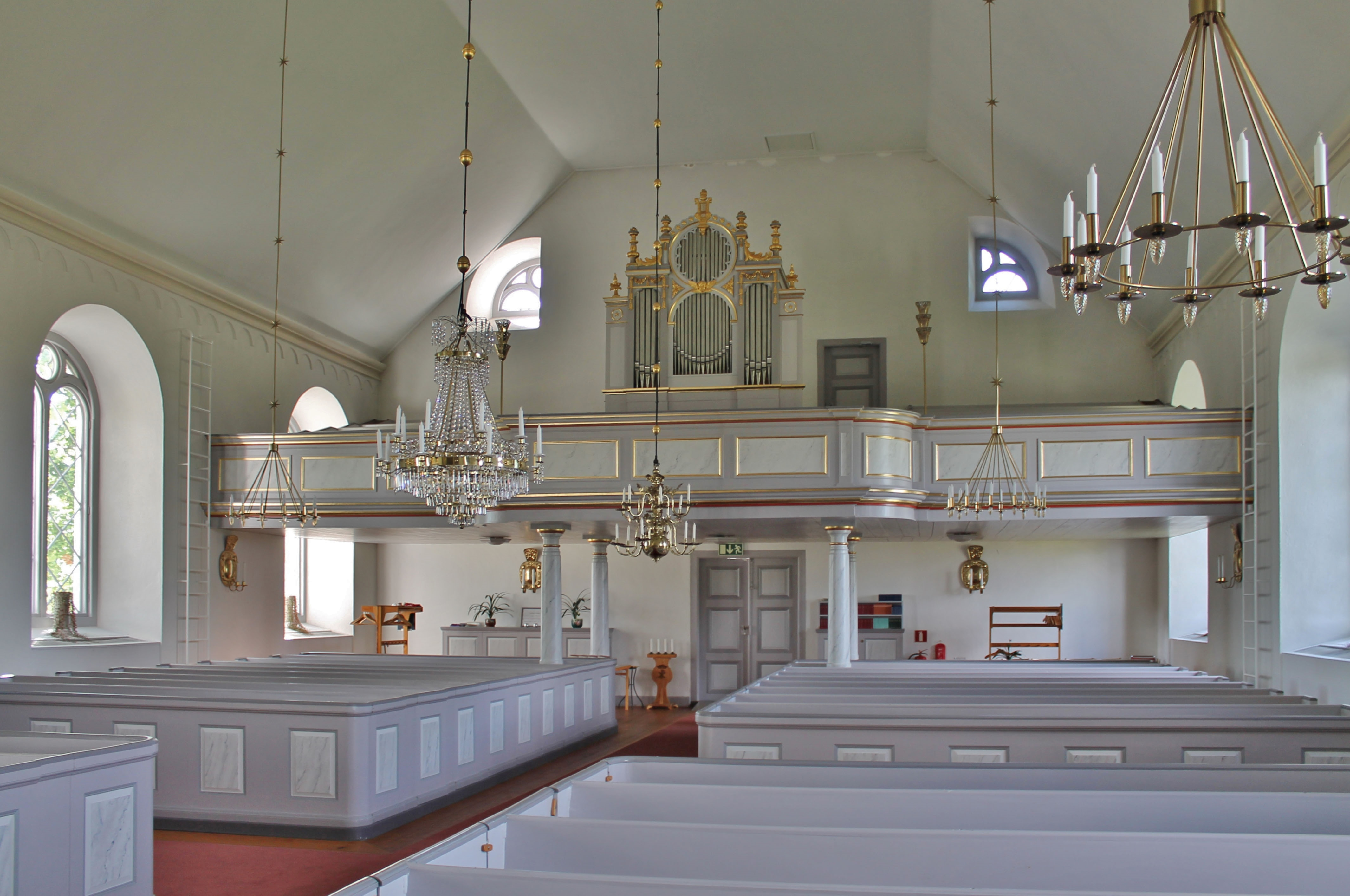
Kyrkorummet mot väster med orgelläktaren.
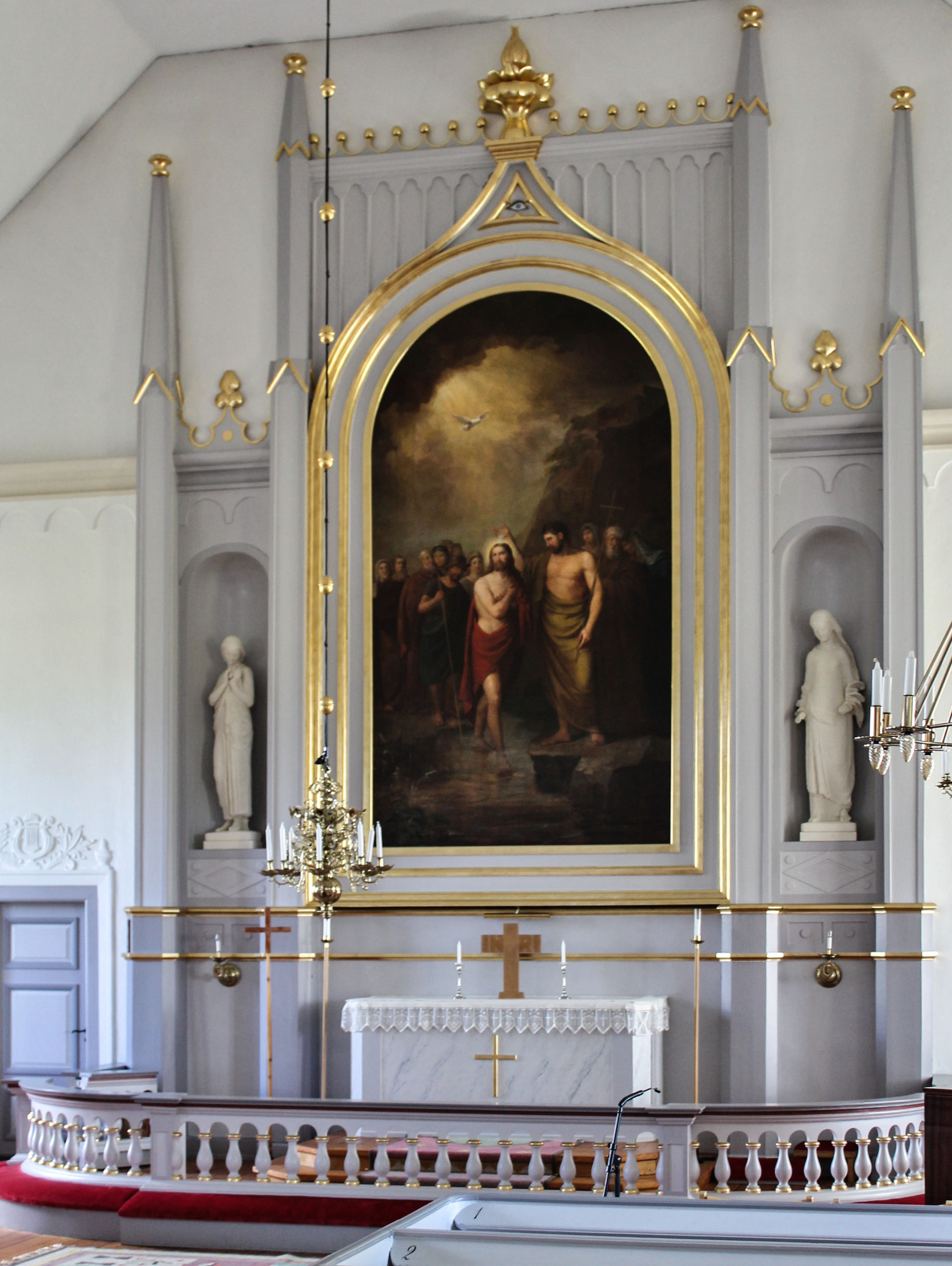
Koret med altartavlan: Jesus döps av Johannes.
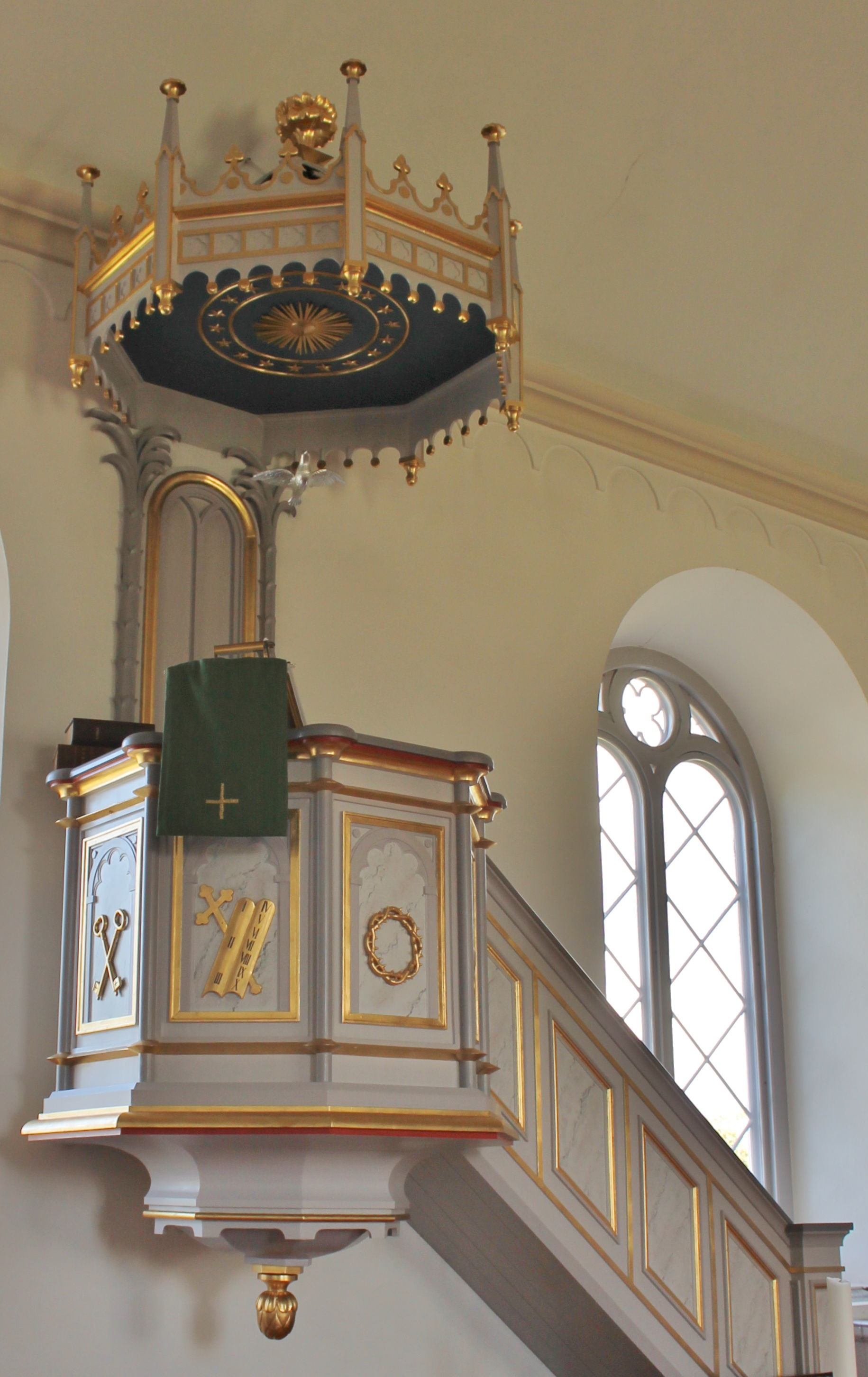
Nygotiskt präglad predikstol.
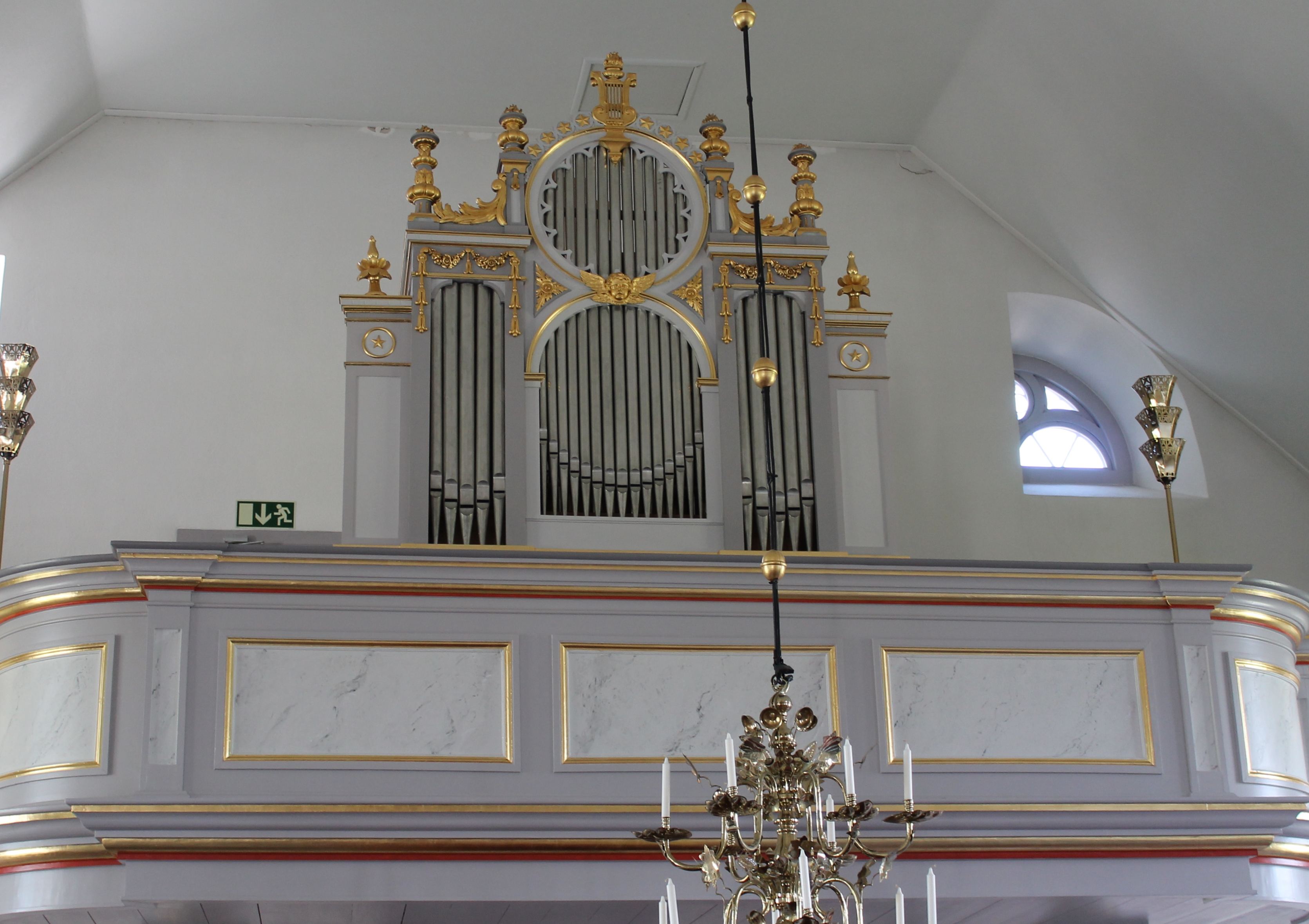
Orgel med fasad från 1835 utförd av Pehr Zacharias Strand, Stockholm.

### Webbkällor
- anläggningspresentation
- Historiska museet: bildvärld